# Colisión aérea de Teherán de 1993
La colisión aérea de Teherán de 1993 tuvo lugar el 8 de febrero de 1993 a las afueras de la capital iraní de Teherán, exactamente sobre la ciudad de Qods, al Oeste de la capital, en donde 2 aviones se colisionaron sobre el área urbana y cayeron al suelo, matando a las 133  personas que viajaban a bordo de ambos aviones, un Tupolev Tu-154M de Iran Air Tours, registro EP-ITD realizando como el vuelo chárter 962 y un caza Sukhoi Su-24 de la Fuerza Aérea Iraní (IRIAF).
Fue el desastre aéreo más grave de 1993.

## Accidente

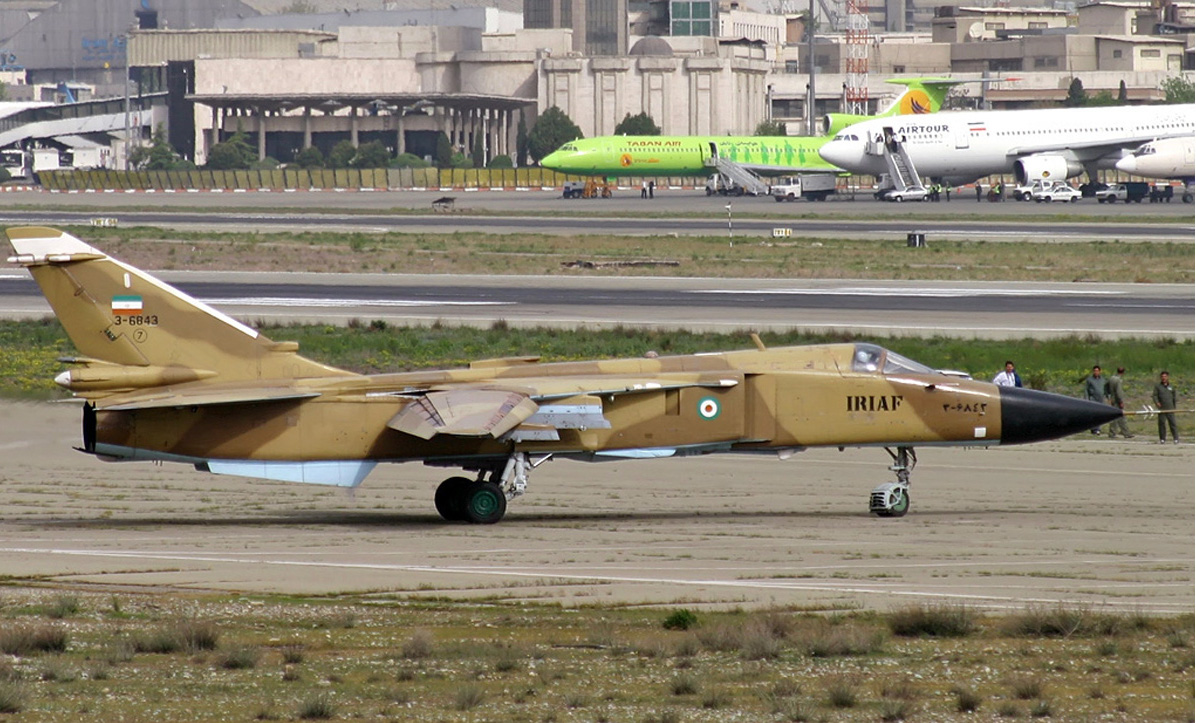
Un Su-24 iraní.

Ese día, el EP-ITD, un Tupolev Tu-154M construido en 1991, está operando como el vuelo 962 con 121 pasajeros y 10 tripulantes, partió con sus motores gemelos Soloviev D-30KU-154-II desde la pista 29R del aeropuerto Mehrabad de Teherán para efectuar un vuelo chárter doméstico al Aeropuerto Internacional de Mashhad en Mashhad. El aparato está pilotado por un piloto ruso que se hace pasar por anónimo, se sabía que tiene 12.000 horas de vuelo. Simultáneamente en las cercanías, un Su-24 de la IRIAF con registro desconocido, con dos pilotos a bordo, se encontraba en aproximación final a la pista 29L de Mehrabad, (Se desconoce en que aeropuerto o base aérea se originó el caza Iraní) estaba en el cielo de Teherán. Estos cazas volaban de este a oeste, y por orden de una persona llamada Farmarz Sarvi, quien estaba a cargo de controlar Mehrabad en este día, se colocaron a una altitud de 5 mil pies. El Sukhoi fue dirigido por el coronel Sharif. Como resultado del error del controlador del aeropuerto de Mehrabad, en un momento el Tupolev Tu-154 está en modo de aumento de altura en línea con la derecha de la pista 29 y al mismo tiempo el caza disminuye su altura para aterrizar en la pista. El Sukhoi gira a la izquierda a unas 4 millas al oeste de la torre y, como estaba en modo de giro, no tenía suficiente visibilidad. En este momento, el avión de Tupolev se encuentra en el área de circulación de Sukhoi, y el piloto, que no tenía suficiente visibilidad, no puede ver al Tupolev en su ruta. A las 14:16 PM IRST, el caza destruye la cola y el motor 2 del Tu-154M arrancandolo al instante, mientras que el caza se destryó al instante. Los dos aviones colisionaron en plena aproximación al aeropuerto. Los restos del Tupolev cayeron sobre el pueblo de Qods y se estrellarón sobre contra el suelo en el depósito del ejército de Irán cerca de Terahnsár, a unas 9,4 millas al oeste de Mehrabad, mientras que el Sukhoi cayó para el otro lado de la ciudad. Las 131 personas a bordo del Iran Air Tours y ambos pilotos militares perecieron.

## Investigación
Los investigadores determinaron que el la tripulación del vuelo 962 siguió correctamente las instrucciones del ATC. La Autoridad de Aviación Civil de Irán concluyó que las causas de la colisión fueron: errores cometidos por los pilotos militares del Sukhoi Su-24 y un error del controlador de tránsito aéreo. Las causas principales fueron:
- La decisión del controlador de tráfico aéreo permitió que el vuelo 962 ascendiera mientras los Sukhoi Su-24 descendían.
- El controlador no informó al vuelo 962 sobre los Sukhoi Su-24 que ingresaron a su espacio aéreo.
- No notificar a los pilotos militares sobre el despegue de un Tupolev al mismo tiempo que el Sukhoi gira a la izquierda.
- El controlador no expresó ninguna preocupación por la distancia de 300 m (1000 pies) entre las dos aeronaves.
- Los pilotos del Sukhoi no lograron mantener la altitud solicitada por el ATC, lo que provocó la colisión de las dos aeronaves.

## Responsabilidades
Después de examinar a los expertos, el piloto del avión Sukhoi se presenta por primera vez como el culpable. Pero lo que parece claro en este accidente es que el piloto del avión Tupolev siguió al pie de la letra las instrucciones. Sin embargo, la Autoridad de Aviación Civil citó el error del piloto de Sukhoi como la causa del accidente. Pero en realidad fue un error de la torre de control y una especie de incongruencia entre la torre de control y los pilotos de los dos aviones. Por otro lado, los expertos identifican al controlador del aeropuerto de Mehrabad como responsable de este incidente. 